# Strada statale 589 dei Laghi di Avigliana
La ex strada statale 589 dei Laghi di Avigliana (SS 589), ora strada provinciale 589 dei Laghi di Avigliana (SP 589), è una strada provinciale italiana che si sviluppa per intero in Piemonte.

## Percorso

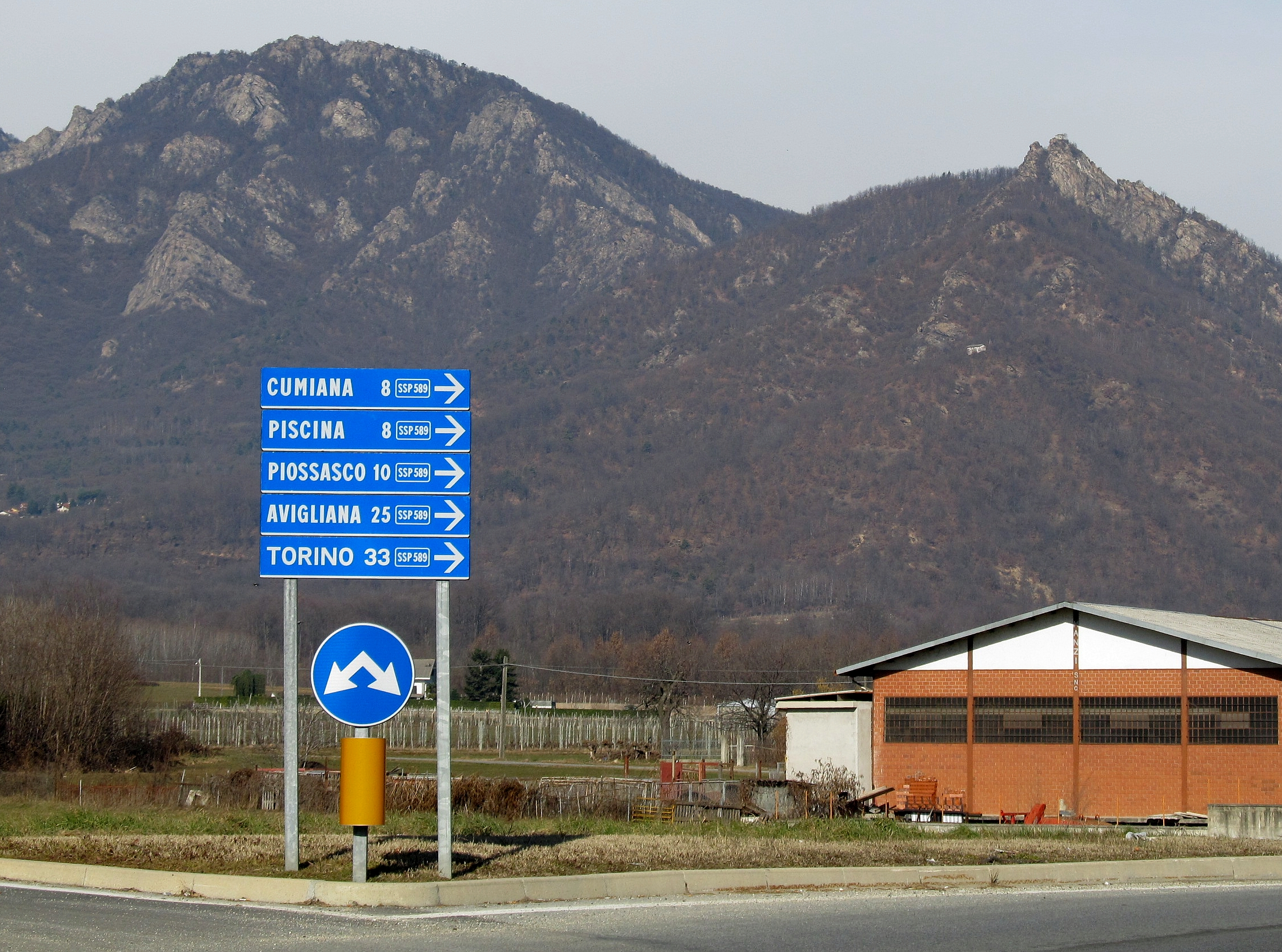
La strada nei pressi di Tavernette (Cumiana)

Ha origine nel comune di Avigliana, e dopo poco raggiunge i laghi di Avigliana, costeggiando il Lago Piccolo; quindi attraversa gli abitati di Trana, Sangano, Bruino e Piossasco. Superato il comune di Piossasco la strada volge su Pinerolo, passando nel territorio dei comuni di Cumiana e Frossasco: in questo tratto sono state inserite 11 rotonde per eliminare le intersezioni a raso. Raggiunta Pinerolo, con la rotonda della Porporata la strada diventa a due corsie per senso di marcia e dà luogo alla tangenziale di Pinerolo (insieme alla ex strada statale 23 del Colle di Sestriere).
La strada torna ad una corsia per senso di marcia all'inizio del comune di Osasco; recentemente è stata inaugurata la variante che permette di evitare l'attraversamento del centro abitato di Osasco. La strada procede quindi verso Cavour, superato il quale si entra in Provincia di Cuneo, in località Crocera di Barge. Il primo comune attraversato in Provincia di Cuneo è Revello: lungo il percorso della statale si trova l'Abbazia di Staffarda. Si raggiunge quindi Saluzzo, che viene superata anch'essa con una variante di recente costruzione. Vengono quindi attraversati gli abitati di Manta, Verzuolo, Costigliole Saluzzo e Busca; infine la statale entra in Cuneo, come via Valle Po.
In seguito al decreto legislativo n. 112 del 1998, dal 2001, la gestione è passata dall'ANAS alla Regione Piemonte che ha poi devoluto le competenze del tratto Torino-Pinerolo alla Provincia di Torino; il restante tratto venne classificato come strada regionale con la denominazione strada regionale 589 dei Laghi di Avigliana (SR 589) ed affidato all'ARES (Agenzia Regionale Strade).
A seguito del D.R. 9-5791 del 27 aprile 2007 della Regione Piemonte, dal 1º gennaio 2008 il tratto regionale venne infine riclassificato come provinciale e consegnato alla Provincia di Cuneo e alla Provincia di Torino.